# Galaxy Quest
Pour plus de détails, voir Fiche technique et Distribution.
Galaxy Quest ou En quête d'une galaxie au Québec est un film américain réalisé par Dean Parisot, sorti en 1999. C'est un pastiche des séries de science-fiction comme Star Trek ainsi que du fandom de ces séries.
Le film évoque « Galaxy Quest », une série télévisée de science-fiction mythique qui s'est arrêtée vingt ans auparavant. Toutefois les acteurs n'ont pu se détacher de leur rôle et multiplient les petits boulots pour gagner leur vie. Un jour, des extraterrestres captent la série et pensent se trouver devant des documents d'archives retraçant l'histoire de la Terre. Ils demandent alors aux acteurs de Galaxy Quest de leur venir en aide.

## Synopsis
Dans les années 1980, la série télévisée de science-fiction Galaxy Quest a rassemblé de nombreux fans qui vénèrent 20 ans plus tard les acteurs principaux notamment Jason Nesmith, l'acteur vedette qui interprétait le commandant du NSEA Protector, Peter Quincy Taggart. Il est aujourd'hui la tête d'affiche de nombreuses conventions de fans. Cela n'est pas du goût des autres acteurs de la série, Gwen, Alexander, Fred et Tommy, qui peinent aujourd'hui à relancer leur carrière. Le ton monte lors d'un évènement présenté par Guy Fleegman, qui avait tenu un tout petit rôle dans un épisode de la série. Par ailleurs, lors de la convention, un certain Mathesar, accompagné d'autres personnages aux tenues et au langage particuliers, vient lui demander de l'aide. Ils sont en réalité des Thermiens : des extraterrestres de la nébuleuse Klathu. Ils emmènent tout d'abord Jason, qui pense participer à un énième évènement de fans. On le met face à Sarris, ennemi juré des Thermiens. Celui-ci demande qu'on lui remette l'« Omega 13 », une arme mentionnée dans l'épisode final de la série. Jason comprend peu à peu qu'il est réellement dans l'espace.
De retour sur Terre, il parvient à convaincre le reste de l'équipage fictif de le suivre sur le vaisseau thermien. Ils comprennent que les extraterrestres ont jadis capté les images de la série et les prennent pour de véritables héros galactiques. Malgré leur incompétence en matière de stratégie, de diplomatie et d'affrontement armé, les acteurs de Galaxy Quest vont tenter de leur venir en aide. Leur première action est de trouver une sphère de béryllium, un métal rare qui permet de propulser le vaisseau spatial.

## Fiche technique
Sauf indication contraire, les informations mentionnées dans cette section peuvent être confirmées par les bases de données cinématographiques IMDb et Allociné,  présentes dans la section « Liens externes ».
- Titre original et français : Galaxy Quest
- Titre québécois : En quête d'une galaxie[1]
- Réalisation : Dean Parisot
- Scénario : David Howard et Robert Gordon, d'après une histoire de David Howard
- Musique : David Newman
- Direction artistique : James Nedza
- Décors : Linda DeScenna
- Costumes : Albert Wolsky
- Photographie : Jerzy Zieliński
- Son : Lora Hirschberg, Tim Holland, Tom Johnson, Lee Orloff,
- Montage : Don Zimmerman
- Production : Mark Johnson et Charles Newirth (en)
  - Production déléguée : Elizabeth Cantillon
  - Production associée : Allegra Clegg et Janet Lewin
  - Coproduction : Suzann Ellis et Sona Partayan
- Sociétés de production : Gran Via Productions, présenté par Dreamworks Pictures
- Sociétés de distribution : DreamWorks Distribution (États-Unis) ; United International Pictures (France)
- Budget : 45 millions de $[2] ; 60 millions de $[3]
- Pays de production :  États-Unis
- Langue originale : anglais
- Format : couleur (Technicolor) — 35 mm — 1,37:1 (premières 2 min) 1,85:1 (premières 20 min) 2,39:1 (Panavision) — son DTS / Dolby Digital / SDDS
- Genre : science-fiction, comédie, aventure, fantastique
- Durée : 102 minutes
- Dates de sortie[4] :
  - Canada : 23 décembre 1999
  - États-Unis : 25 décembre 1999
  - France : 4 octobre 2000[5]
  - Belgique : 4 octobre 2000 (sortie nationale)[6] ; 21 juin 2019 (Brussels International Film Festival)
  - Suisse : 30 juin 2017 (Festival international du film fantastique de Neuchâtel)
- Classification :
  - États-Unis : certaines scènes ou propos sont susceptibles de heurter la sensibilité des plus jeunes - accord parental souhaitable (PG - Parental Guidance Suggested)[N 1]
  - France : tous publics
  - Belgique : tous publics (Alle Leeftijden)[6]
  - Québec : tous publics (G - General Rating)[1]

## Distribution
- Tim Allen (VF : Jacques Frantz) : Jason Nesmith / le commandant Peter Quincy Taggart
- Sigourney Weaver (VF : Tania Torrens) : Gwen DeMarco / le lieutenant Tawny Madison
- Alan Rickman (VF : Michel Papineschi) : Alexander Dane / Pr Lazarus
- Tony Shalhoub (VF : Philippe Bellay) : Fred Kwan / le sergent Chen
- Sam Rockwell (VF : Didier Cherbuy) : Guy Fleegman / numéro 6 / le chef de la sécurité « Roc » Ingersol
- Daryl Mitchell (VF : Frantz Confiac) : Tommy Webber / le lieutenant Laredo
- Justin Long (VF : Benjamin Pascal) : Brandon Wheeger, un fan du commandant
- Enrico Colantoni (VF : William Coryn) : Mathesar, le commandant Thermien
- Robin Sachs (VF : Sylvain Lemarié) : le général Roth'h'ar Sarris
- Patrick Breen (VF : Pierre Tessier) : Thermien Quellek
- Missi Pyle (VF : Nathalie Régnier) : Thermien Laliari / Jane Doe
- Jed Rees (en) (VF : Damien Witecka) : Teb, l'historien Thermien
- Jeremy Howard (VF : Benjamin Pages) : Kyle, un fan du Commandant
- Kaitlin Cullum (es) (VF : Melinda Davan) : Katelyn, une fan du Commandant
- Jonathan Feyer (VF : Karine Foviau) : Hollister, un fan du Commandant
- Rainn Wilson (VF : Jacques Famery) : Lahnk

- Photos des membres de la « Galaxy Quest ».

"Photos
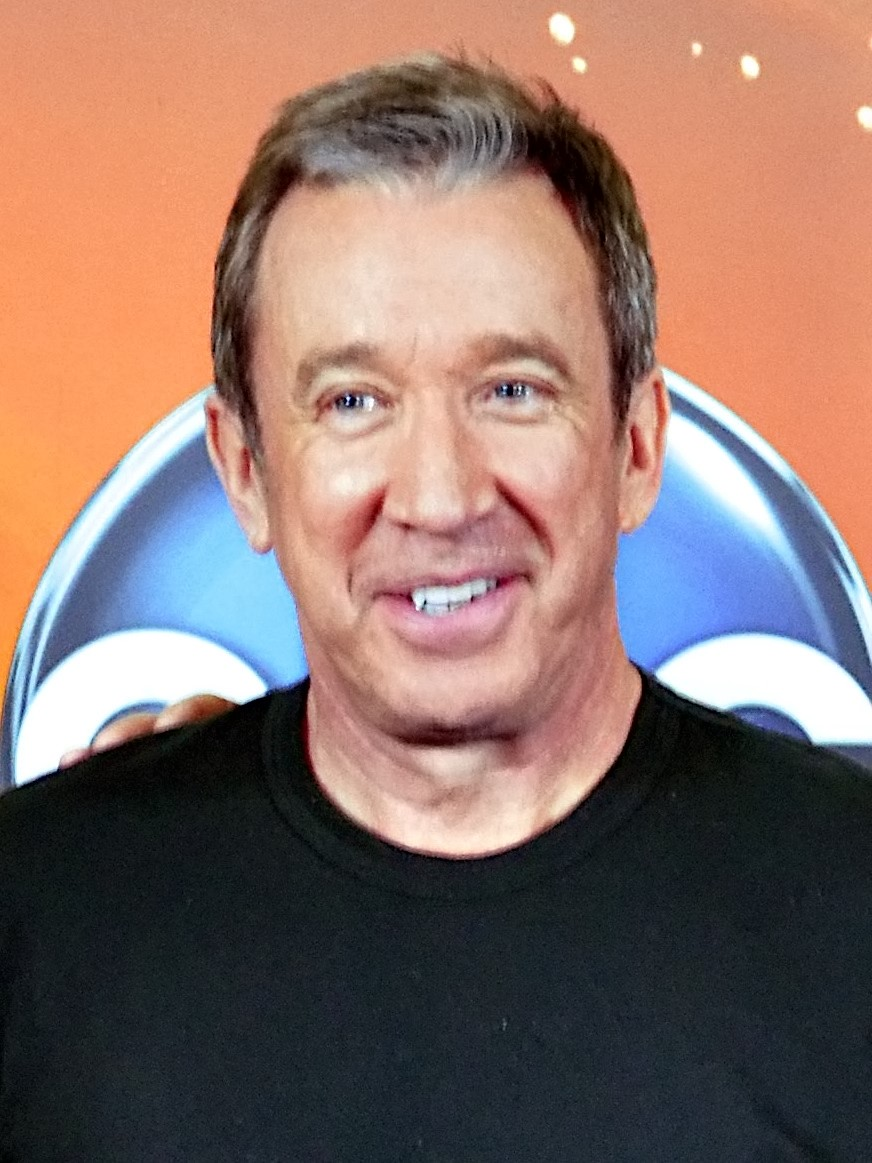
Tim Allen.
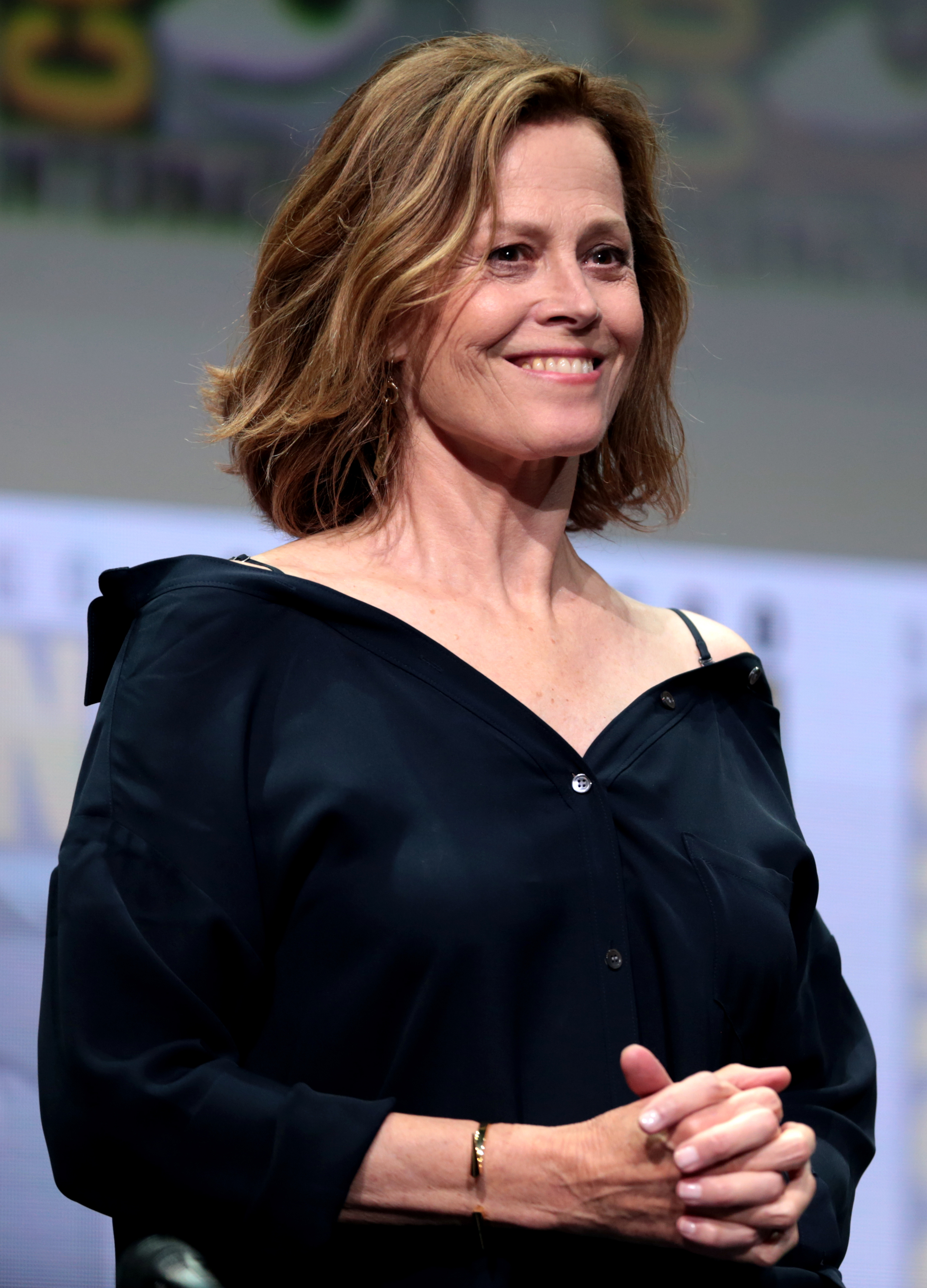
Sigourney Weaver.
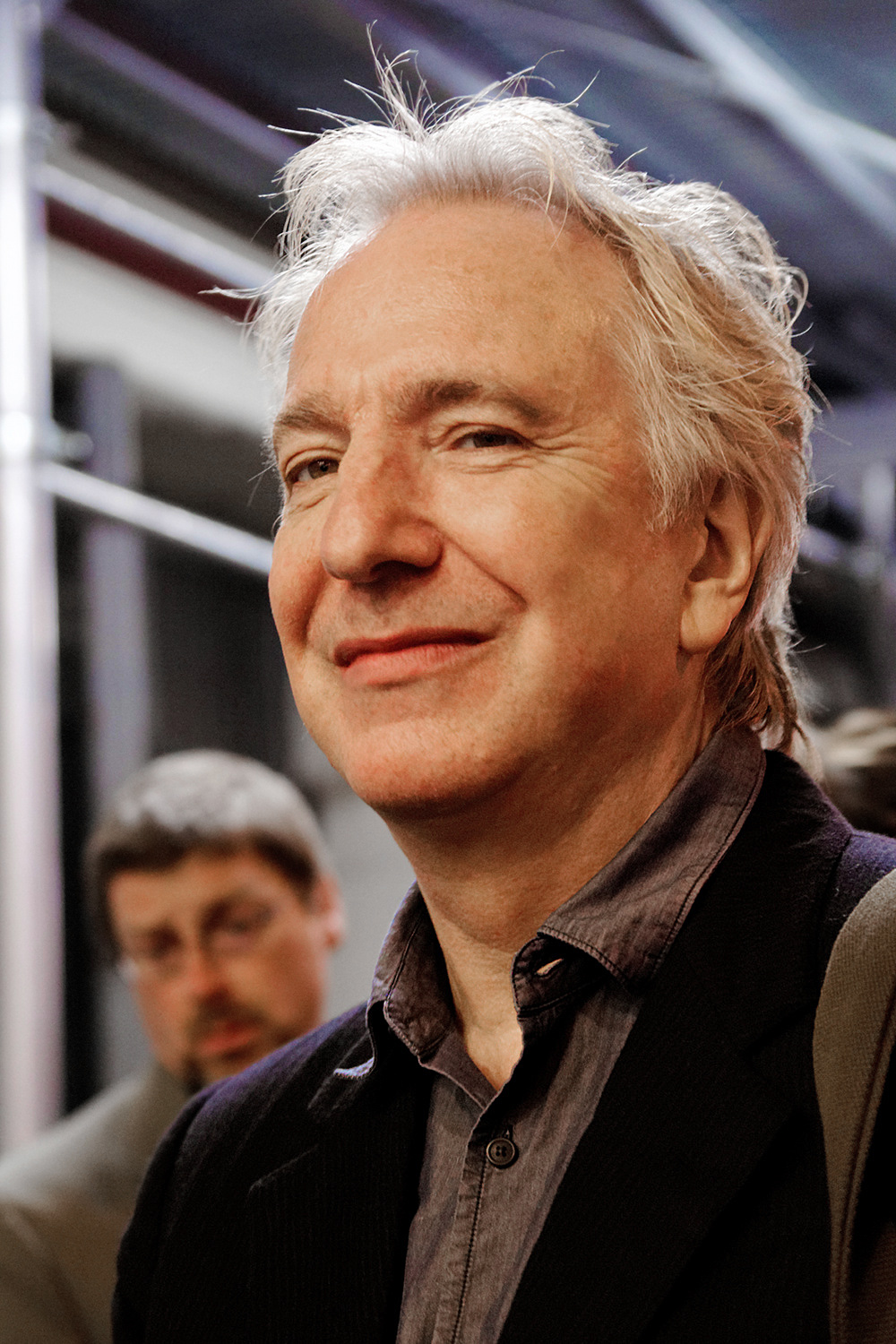
Alan Rickman.
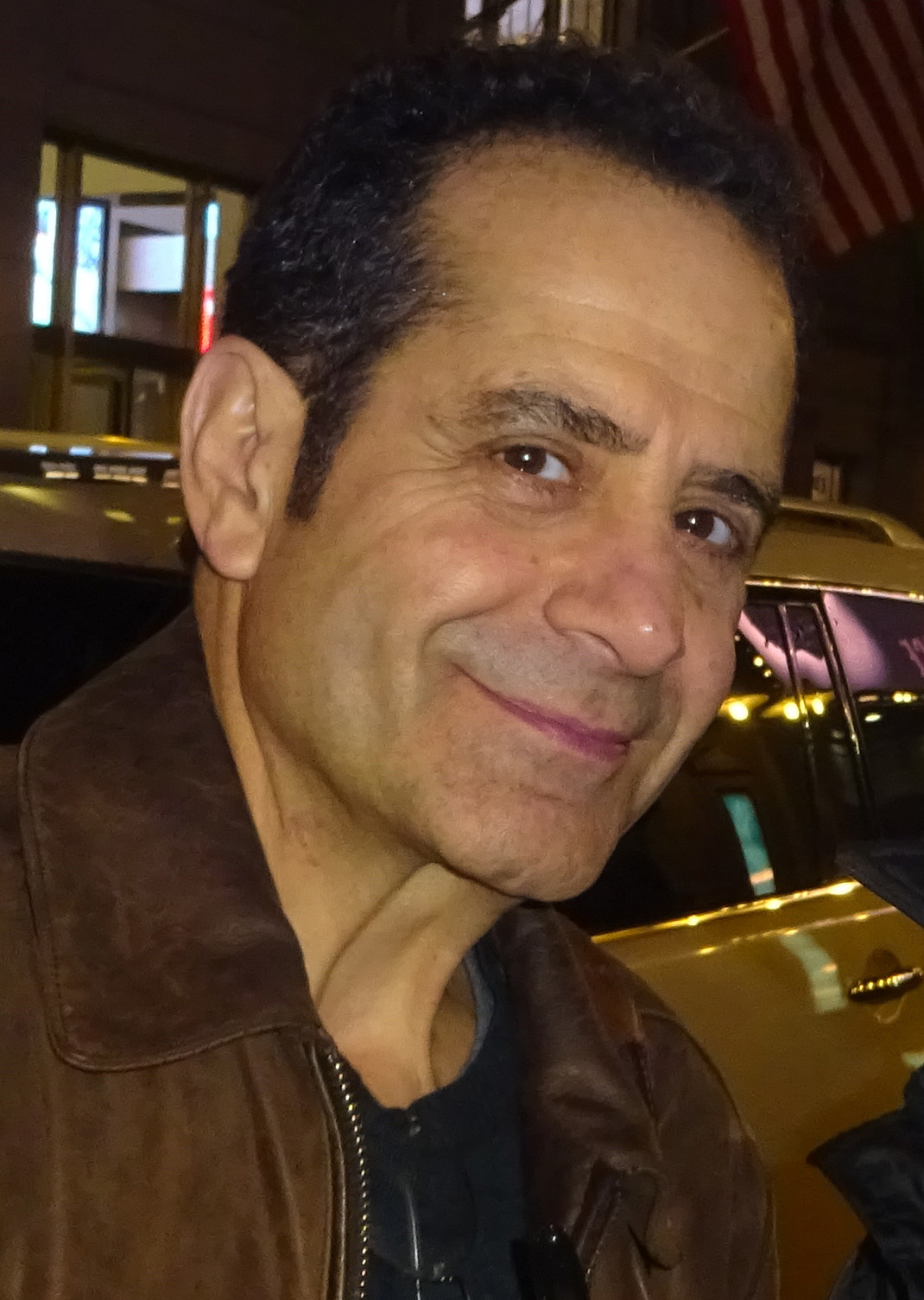
Tony Shalhoub.
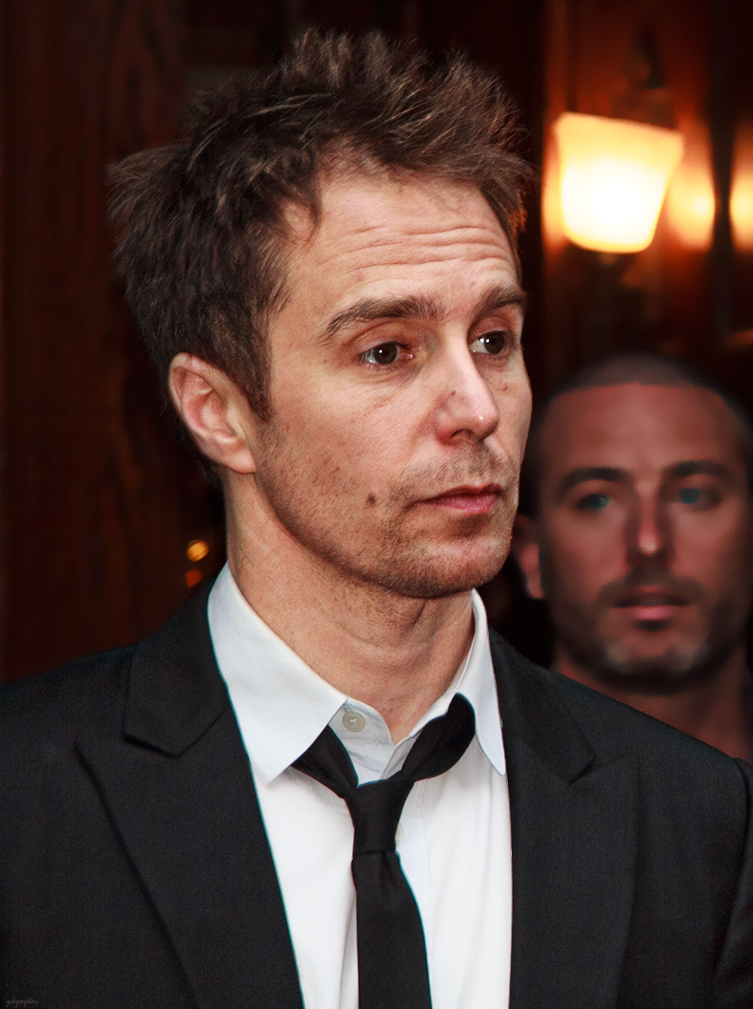
Sam Rockwell.
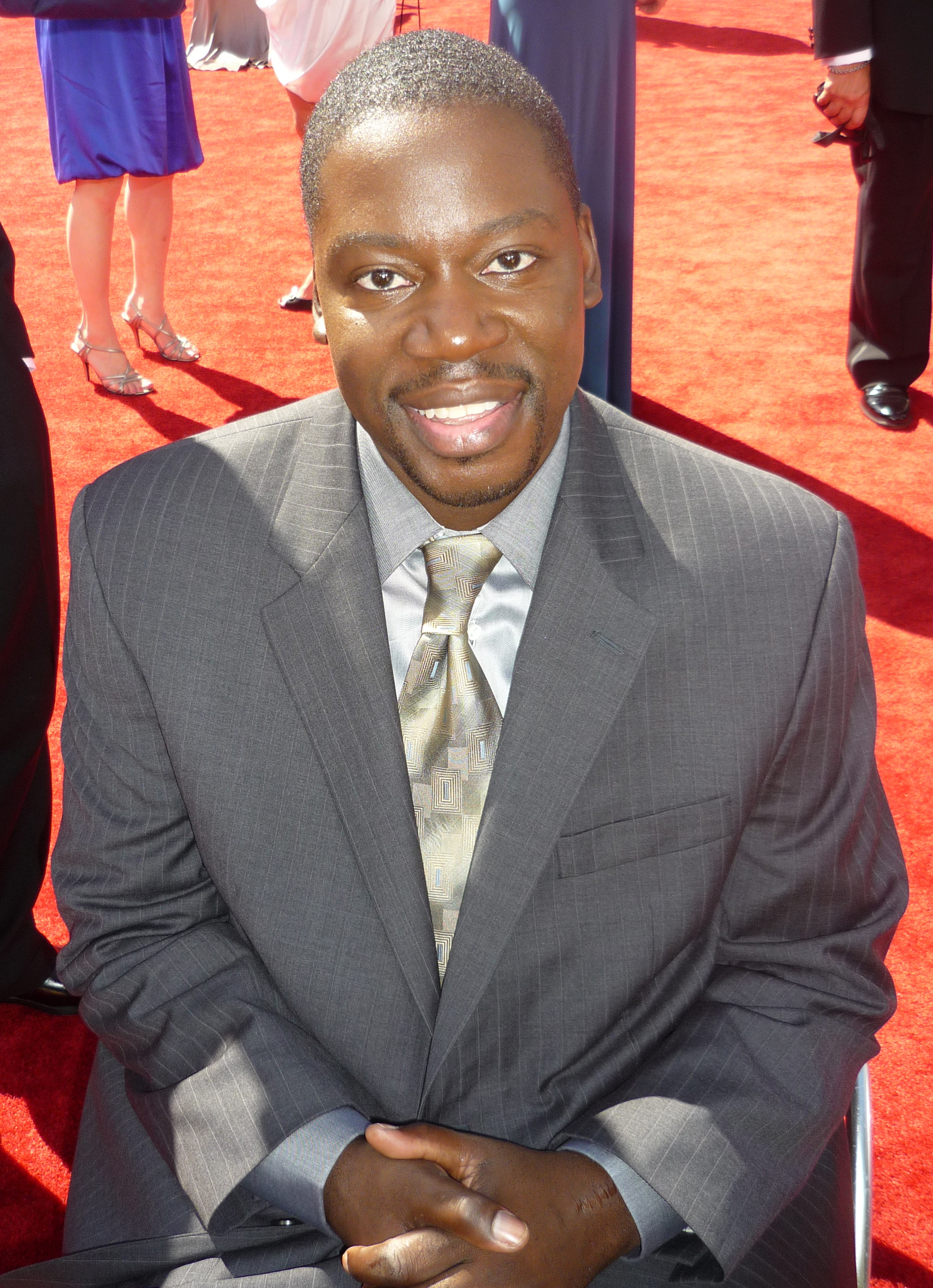
Daryl Mitchell.

## Production

### Tournage
Le tournage s'est déroulé à Culver City, dans le parc d'État de Goblin Valley en Utah, Los Angeles et Malibu.

## Accueil

### Accueil critique
Le film reçoit un accueil critique très favorable, recueillant 89 % de critiques positives, avec une note moyenne de 7,2/10 et sur la base de 122 critiques collectées, sur le site agrégateur de critiques Rotten Tomatoes. Sur Metacritic, il obtient une note moyenne de 70⁄100 pour 28 critiques.
En France, le site Allociné propose une note moyenne de 3,6⁄5 à partir de l'interprétation de critiques provenant de 18 titres de presse.

### Box-office
Le film connait un succès commercial modéré, rapportant environ 90 683 000 $ au box-office mondial, dont 71 583 000 $ en Amérique du Nord, pour un budget de 45 000 000 $. En France, il a réalisé 16 842 entrées.

## Distinctions

### Récompenses

#### 2000
- Academy of Science Fiction, Fantasy and Horror Films - Saturn Awards : Meilleur acteur pour Tim Allen
- Festival du film fantastique d'Amsterdam : Silver Scream Award pour Dean Parisot
- Festival international du film fantastique de Bruxelles :
  - Corbeau d'argent du meilleur scénario pour David Howard
  - Pégase (Prix du public) pour Dean Parisot
- Prix Hugo : meilleure présentation dramatique pour Robert Gordon, David Howard et Dean Parisot

#### 2001
- Prix Hōchi du cinéma : meilleur film étranger pour Dean Parisot
- Science Fiction and Fantasy Writers of America : Prix Nebula du meilleur scénario pour Robert Gordon et David Howard

### Nominations

#### 2000
- Academy of Science Fiction, Fantasy and Horror Films - Saturn Awards :
  - Meilleur film de science-fiction
  - Meilleure réalisation pour Dean Parisot
  - Meilleure actrice pour Sigourney Weaver
  - Meilleur acteur dans un second rôle pour Alan Rickman
  - Meilleur jeune acteur pour Justin Long
  - Meilleure musique pour David Newman
  - Meilleurs costumes pour Albert Wolsky
  - Meilleur maquillage pour Hallie D'Amore, Ve Neill et Stan Winston
  - Meilleurs effets spéciaux pour Kim Bromley, Bill George, Robert Stadd et Stan Winston
- Blockbuster Entertainment Awards :
  - Actrice préférée dans un film de comédie pour Sigourney Weaver
  - Acteur préféré dans un film de comédie pour Tim Allen
- Casting Society of America : meilleur casting pour un film de comédie pour Debra Zane
- Las Vegas Film Critics Society Awards : meilleurs effets visuels pour Bill George
- Teen Choice Awards : meilleur film de comédie

## Éditions en vidéo
En France, le film Galaxy Quest est sorti en DVD le 20 juin 2001. Par la suite, le film est ressorti en DVD le 1er août 2006, puis en VOD le 31 décembre 2019 et en Blu-ray le 8 avril 2020.
À la suite des évolutions techniques afin d'améliorer la qualité d'image et de sons, le film sort le 18 décembre 2024 dans une édition 4K Ultra HD + Blu-ray ainsi que dans une édition limitée SteelBook 4K Ultra HD + Blu-ray.

## Autour du film